# Prapreče, Vransko
Prapreče este o localitate din comuna Vransko, Slovenia, cu o populație de 142 de locuitori.